# Morodemak
Morodemak is een bestuurslaag in het regentschap Demak van de provincie Midden-Java, Indonesië. Morodemak telt 5488 inwoners (volkstelling 2010).